# Saúl Luciano Lliuya
Saúl Luciano Lliuya (Centro Poblado de Llupa, distrito de Independencia, provincia de Huaraz, 5 de octubre de 1980) es un campesino y guía de montaña peruano miembro de la Asociación de Guías de Montaña del Perú (AGMP) y de la Unión Internacional de Asociaciones de Guías de Montaña (UIAGM).    
Es reconocido a nivel internacional por su caso de demanda de justicia climática contra la multinacional energética alemana Rheinisch-Westfälisches Elektrizitätswerk (RWE) por su responsabilidad en los deshielos de los glaciares por los efectos del calentamiento global antropogénico en la Cordillera Blanca en Perú que amenazan con desbordar la laguna de Palcacocha ocasionando la pérdida de vidas humanas y materiales en la ciudad y provincia de Huaraz.

## Activismo

### Participación en la COP21
Participó el 5 de diciembre en la Conferencia de las Naciones Unidas sobre el Cambio Climático de 2015 (COP21) en París en donde participó presentando su caso en un panel sobre Pruebas y posibilidades legales y científicas para responsabilizar a las compañías de combustibles fósiles.

### Participación en la COP25
El sábado 7 de diciembre formó parte de manera virtual de los eventos paralelos que forman parte de la Conferencia de las Naciones Unidas sobre el Cambio Climático de 2019 (COP25) en Madrid integrando la mesa sobre Justicia Climática junto al activista ambiental filipino Tony Oposa y la sudafricana Makoma Lekalakala, entre otros.

## Distinciones
- Das Glas der Vernunft (2018). El Premio Ciudadano de la ciudad de Kassel, 'El Cristal de la Razón', es otorgado anualmente a personas o instituciones que sirven a los ideales de la ilustración: la razón, superar las barreras ideológicas y, de manera especial, la tolerancia a la disidencia.[8][9] El premio ha sido otorgado anteriormente al artista chino Ai WeiWei (2010), a la ecologista india Vandana Shiva (2012), al filósofo y sociólogo alemán Jürgen Habermas (2013) y al informante estadounidense Edward Snowden (2016).[10]